# Darkes Forest
Darkes Forest är en skog i Australien. Den ligger i delstaten New South Wales, i den sydöstra delen av landet, omkring 50 kilometer sydväst om delstatshuvudstaden Sydney.
I omgivningarna runt Darkes Forest växer i huvudsak städsegrön lövskog. Runt Darkes Forest är det tätbefolkat, med 286 invånare per kvadratkilometer. Genomsnittlig årsnederbörd är 1 288 millimeter. Den regnigaste månaden är februari, med i genomsnitt 215 mm nederbörd, och den torraste är juli, med 34 mm nederbörd.